# Mistrzostwa Europy w Judo 2000
49. Mistrzostwa Europy w Judo – zawody sportowe, które odbywały się 20 i 21 maja 2000 roku we Wrocławiu (Polska). Turniej drużynowy rozegrano 18 i 19 listopada w Aalst.

## Mężczyźni
| Konkurencja | Złoto | Srebro | Brąz |
| -60 kg      | Elçin İsmayılov | Éric Despezelle | Cédric Taymans Nestor Chergiani |
| -66 kg      | Patrick van Kalken | József Csák | Girolamo Giovinazzo Georgi Georgiew |
| -73 kg      | Michel de Almeida | Witalij Makarow | Ferrid Kheder Giorgi Rewaziszwili |
| -81 kg      | Sergei Aschwanden | Ricardo Echarte | Aleksei Budõlin Robert Krawczyk |
| -90 kg      | Adrian Croitoru | Mark Huizinga | Rusłan Maszurenko Rasuł Salimow |
| -100 kg     | Jurij Stiepkin | Daniel Gürschner | Franz Birkfellner Iweri Jikurauli |
| +100 kg     | Dennis van der Geest | Tamierłan Tmienow | Frank Möller Ernesto Pérez |
| +           | Aythami Ruano | Selim Tataroğlu | Frank Möller Aleksiej Dawitaszwili |
| Drużynowo   | Francja · Éric Despezelle · Laurent Cormao · Daniel Fernandes · André Allard · Frédéric Demontfaucon · Ghislain Lemaire · Jérôme Dreyfus · (Christophe Massina, Cédric Claverie) | Wielka Brytania · Jamie Johnson · James Warren · Eric Bonti · Luke Preston · Winston Gordon · Keith Davis · Robert Stilwell | Niemcy · Raphael Boezio · Hendrik Schumacher · André Korb · Steffen Frisch · Sven Helbing · Thomas Pille · Dennis Werner · Belgia · Sven Boonen · Frédéric Georgery · Koen Sleeckx · Ignace Hart · Daan De Cooman · Tim Pedus · Koenraad De Visscher |

## Kobiety
| Konkurencja | Złoto | Srebro | Brąz |
| -48 kg      | Laura Moise | Lubow Bruletowa | Julia Matijass Sarah Nichilo-Rosso |
| -52 kg      | Laëtitia Tignola | Georgina Singleton | Deborah Gravenstijn Ioana Dinea-Aluaș |
| -57 kg      | Barbara Harel | Pernilla Andersson | Jessica Gal Michaela Vernerová |
| -63 kg      | Gella Vandecaveye | Séverine Vandenhende | Anna Sarajewa Sara Álvarez |
| -70 kg      | Úrsula Martín | Kate Howey | Ulla Werbrouck Ylenia Scapin |
| -78 kg      | Céline Lebrun | Chloe Cowen | Uta Kühnen Anastasija Matrosowa |
| +78 kg      | Karina Bryant | Irina Rodina | Johanna Hagn Christine Cicot |
| +           | Katja Gerber | Lucia Morico | Tea Donguzaszwili Cwetana Bożiłowа |
| Drużynowo   | Francja · Sarah Nichilo-Rosso · Marie-Claire Restoux · Barbara Harel · Lucie Décosse · Karine Rambault · Sandra Borderieux · Céline Lebrun · (Magali Baton, Anne Morlot · Linda Marguerite) | Rumunia · Laura Moise · Ioana Dinea-Aluaș · Laura Badita · Alina Sandu · Alina Croitoru · Simona Richter · Nicoleta Mihalcea | Holandia · Nynke Klopstra · Natascha van Gurp · Deborah Gravenstijn · Elisabeth Willeboordse · Edith Bosch · Karin Kienhuis · Françoise Harteveld · Belgia · Ann Simons · Inge Clement · Marisabel Lomba · Johanne Vanbergen · Catherine Jacques · Heidi Rakels · Brigitte Olivier · (Ilse Heylen, Ulla Werbrouck) |

## Klasyfikacja medalowa
| Miejsce | Państwo         | Złoto | Srebro | Brąz | Razem |
| ------- | --------------- | ----- | ------ | ---- | ----- |
| 1       | Francja         | 5     | 2      | 3    | 10    |
| 2       | Holandia        | 2     | 1      | 3    | 6     |
| 3       | Hiszpania       | 2     | 1      | 2    | 5     |
| 4       | Rumunia         | 2     | 1      | 1    | 4     |
| 5       | Rosja           | 1     | 4      | 2    | 7     |
| 6       | Wielka Brytania | 1     | 4      | 0    | 5     |
| 7       | Niemcy          | 1     | 1      | 6    | 8     |
| 8       | Belgia          | 1     | 0      | 4    | 5     |
| 9       | Azerbejdżan     | 1     | 0      | 1    | 2     |
| 10      | Portugalia      | 1     | 0      | 0    | 1     |
| –       | Szwajcaria      | 1     | 0      | 0    | 1     |
| 12      | Włochy          | 0     | 1      | 2    | 3     |
| 13      | Węgry           | 0     | 1      | 0    | 1     |
| –       | Szwecja         | 0     | 1      | 0    | 1     |
| –       | Turcja          | 0     | 1      | 0    | 1     |
| 16      | Gruzja          | 0     | 0      | 4    | 4     |
| 17      | Bułgaria        | 0     | 0      | 2    | 2     |
| –       | Ukraina         | 0     | 0      | 2    | 2     |
| 19      | Austria         | 0     | 0      | 1    | 1     |
| –       | Estonia         | 0     | 0      | 1    | 1     |
| –       | Polska          | 0     | 0      | 1    | 1     |
| –       | Czechy          | 0     | 0      | 1    | 1     |